# François Fournier-Sarlovèze
François Louis, contele Fournier-Sarlovèze, (n. 6 septembrie 1773, Sarlat, Aquitaine, Franța – d. 18 ianuarie 1827, Paris, Franța) a fost un general al Imperiului Francez. Poreclit „El Demonio” (Demonul) de către gherilele spaniole, atât pentru brutalitatea sa, cât și pentru formidabila sa eficiență în lupta împotriva războiului de gherilă, el este unul dintre personajele rare de origine comună care s-au distins prin două titluri nobiliare, una conferită de împărat, cealaltă de regele Franței.